# The Market for Liberty
El mercado de la libertad (en inglés: The Market for Liberty) es un libro anarcocapitalista escrito por Linda y Morris Tannehill, que según Karl Hess se ha convertido en "una especie de clásico". Fue precedido por el autoeditado Liberty via the Market en 1969. Mary Ruwart le da crédito al libro de Tannehill por convertirla al anarcocapitalismo. Doug Casey también se convirtió al anarcocapitalismo después de leer el libro a instancias de Jarret Wollstein. Según el Instituto Ludwig von Mises, fue escrito justo después de un período de intenso estudio de los escritos de Ayn Rand y Murray Rothbard. Fue el primer trabajo anarcocapitalista significativo que golpeó al movimiento libertario, y se publicó un año antes que Poder y mercado de Rothbard, aunque el libro de Rothbard se había escrito antes.
Al igual que Hombre, economía y Estado de Rothbard, El mercado de la libertad se opone a la ley estatutaria y aboga por la ley natural como base de la sociedad; sin embargo, a diferencia de Hombre, economía y Estado, que explica qué tipo de código legal libertario crearía el mercado en una sociedad anarcocapitalista, El mercado de la libertad señala que la sociedad no sería anárquica en ausencia del estado. Por el contrario, El mercado de la libertad dedica mucho tiempo a esbozar cómo las diferentes empresas y estructuras organizativas interactuarían en una sociedad de laissez-faire y cómo estas interacciones crearían controles que, en última instancia, mantendrían baja la tendencia a la delincuencia. De acuerdo con los principios radicales del libre mercado, el libro se muestra escéptico sobre el potencial de una revolución anarcocapitalista violenta para lograr buenos resultados.

## Resumen

### Parte I – El Gran Conflicto
Capítulo 1. Si no sabemos adónde vamos..., señala la creciente insatisfacción entre los jóvenes, los muchos problemas que enfrenta la sociedad y la necesidad de una meta clara en lugar de solo un adversario (por ejemplo, el estado). Afirma que los autores no defienden ningún tipo de utopía que dependa de la infalibilidad del hombre para funcionar. Sostiene que si el sistema actual se derrumba sin que se hayan difundido ideas válidas sobre cómo la sociedad puede funcionar sin el gobierno, la gente exigirá un líder fuerte y un Hitler se levantará para responder a su petición.
Capítulo 2. El hombre y la sociedad, argumenta que la naturaleza del hombre es tal que debe pensar y producir para poder vivir; y que para alcanzar su pleno potencial, debe tener derecho no sólo a hacer estas cosas sino también a disfrutar de las recompensas de sus acciones productivas. Define una sociedad de laissez-faire como aquella que "no institucionaliza el inicio de la fuerza y en la que hay medios para tratar con justicia la agresión cuando ocurre". Señala que sólo el poseedor de un derecho puede enajenarse de ese derecho. Si uno daña $100 a un taxi, por ejemplo, entonces se enajena de su derecho a esos $100. El taxista tiene entonces el derecho moral de usar la fuerza para recogerlo.
Capítulo 3. El mercado autorregulado, establece que la interferencia del estado hace que el comprador, el vendedor o ambos en una transacción pierdan y que solo un intercambio voluntario puede ser un intercambio completamente satisfactorio. Señala que los mercados se equilibran; que la tributación es hemofilia económica; la regulación equivale a un estrangulamiento lento; que los monopolios de mercado solo pueden alcanzar y mantener el estatus de monopolio a través de la excelencia y los precios bajos; y que sin libertad de mercado, ninguna otra libertad tiene sentido. Critica al gobierno por la burocracia que niega a los empresarios oportunidades para salir de la pobreza.
Capítulo 4. Gobierno: un mal innecesario, establece que el gobierno es un monopolio coercitivo; que los gobiernos democráticos deciden los asuntos en gran medida sobre la base de la presión de grupos de intereses especiales; y que la noción de "un gobierno de leyes, no de hombres" no tiene sentido porque las leyes deben ser escritas y ejecutadas por hombres, y por lo tanto un gobierno de leyes es un gobierno de hombres. Argumenta que la vigilancia eterna que se considera el precio de la libertad es un gasto de energía constante e improductivo, y que es sumamente irrazonable esperar que los hombres sigan gastando su energía de esa manera por idealismo desinteresado. También argumenta que debido al peligro de que un grupo de interés utilice al gobierno para imponer leyes que lo favorezcan a sí mismo o que perjudiquen a sus oponentes, la gente está constantemente temerosa de los diferentes grupos de interés. Así, los negros temen la represión de los blancos; los blancos se preocupan de que los negros ganen demasiado poder; y cualquier número de otros grupos, como trabajadores y administradores, urbanitas y suburbanos, etc., se enfrentan entre sí. El gobierno es identificado como una causa de conflicto. Los controles y equilibrios del gobierno también se reconocen como una fuente de desperdicio que no sustituye los controles externos como la competencia. Este capítulo identifica muchas herramientas mediante las cuales el gobierno convence a la gente de que el gobierno es necesario, como las escuelas públicas que lavan el cerebro de los jóvenes para que acepten ideas proestatales, invistiendo al gobierno de tradición y pompa e identificándolo con "nuestra forma de vida". También culpa a las personas por tener miedo a la autorresponsabilidad.

### Parte II - Una sociedad de laissez-faire
Capítulo 5. Una economía libre y saludable, comienza señalando las dificultades que tiene la gente para imaginarse una sociedad radicalmente diferente a la suya. Concluye que la pobreza sería mejor abordada por una sociedad de laissez-faire por muchas razones, incluido el hecho de que el desempleo es causado por el gobierno, que las empresas que no pagan impuestos tendrían más ganancias para reinvertir en tecnología que mejora la productividad, que las organizaciones benéficas privadas son más eficientes que el gobierno, que sería más probable que los padres evitaran tener un exceso de hijos en ausencia de redes de seguridad social, etc. Argumenta que en un mercado libre surgiría una abundancia de opciones en educación. También señala que el enfoque de los medios en una sociedad de laissez-faire cambiaría de cubrir al gobierno a cubrir negocios e individuos y que los abusos serían controlados por reporteros en busca de historias sobre agresión o fraude. El capítulo argumenta que la calidad de la atención médica podría mantenerse de manera más eficiente en un nivel adecuado a través de la reputación, los estándares instituidos por las compañías de seguros, etc. También analiza cómo se podría proporcionar dinero sin el gobierno.
Capítulo 6. Propiedad: el gran solucionador de problemas, argumenta que la mayoría de los problemas sociales podrían resolverse mediante un aumento en la cantidad y el tipo de propiedad que se posee. Afirma que los impuestos son un robo y que la regulación por la fuerza iniciada es esclavitud. Argumenta que debería ser posible reclamar la propiedad sobre el fondo del océano , la superficie de otros planetas, los corredores del espacio aéreo, las longitudes de onda de radio, etc., siendo el primero en ocuparlos o delimitar claramente el territorio. También argumenta que todas las propiedades públicas deben privatizarse para reducir el crimen y la contaminación.
Capítulo 7. Arbitraje de disputas, argumenta que los árbitros gubernamentales no son necesarios, ya que un hombre que acepta la resolución de disputas por un tercero y luego rompe el contrato sufriría daños a su reputación y sería condenado a la relegación, resolviendo así el problema del incumplimiento. Señala que los jueces del gobierno tenderán a estar sesgados a favor del gobierno, ya que es la entidad de la que reciben sus salarios y poder. Promueve el concepto de las compañías de seguros como sustituto del gobierno como la institución utilizada para perseguir los siniestros; en caso de que una persona fuera defraudada, podría presentar una reclamación a su compañía de seguros, y la aseguradora obtendría el derecho de subrogación. Las aseguradoras que, por sí mismas, cometieran abusos sufrirían una pérdida de reputación y estarían en desventaja competitiva frente a aseguradoras de mayor reputación.
Capítulo 8. Protección de la vida y la propiedad, afirma que una persona tiene derecho a defender su vida contra la agresión; y que, por lo tanto, también tiene derecho a defender sus posesiones, ya que son el resultado de su inversión de partes de su vida y son, por lo tanto, extensiones de esa vida. Señala: "El pacifismo alienta a todos los matones a continuar con sus formas violentas, aunque el pacifista desee devotamente que no lo haga (los deseos no crean la realidad). El comportamiento pacifista le enseña al agresor que el crimen sí paga y lo alienta a hacer más agresiones y más cosas. Tal sanción de injusticias es inmoral, y porque es inmoral, también es impráctico ". Argumenta que la autodefensa es una responsabilidad personal, que uno puede cumplir contratando a un agente para protegerlo, como una agencia de defensa privada. Distingue la fuerza iniciada de la fuerza de represalia, señalando que la primera no es un fenómeno de mercado porque actúa para destruir el mercado; pero este último es un fenómeno de mercado porque frena a los agresores que quieren destruirlo y/o les exige reparaciones. Señala que el gobierno crea un entorno social que genera delincuencia a través de sus prohibiciones sobre el juego, la prostitución, las drogas, etc. Argumenta que el papel principal de la policía es proteger al gobierno, más que a los ciudadanos. Contrasta a la policía con las agencias de defensa privada, que se enfocarían en prevenir la agresión y cuyos oficiales carecerían de inmunidad por cualquier delito que pudieran cometer. También señala que las compañías de seguros podrían vender pólizas que cubran al asegurado contra pérdidas resultantes de cualquier tipo de coerción y que estas aseguradoras podrían poner de rodillas a las agencias de defensa rebeldes mediante el ostracismo y los boicots. Sin embargo, al mismo tiempo, las aseguradoras buscarían evitar tomar tal acción sin causa, ya que podría ser costosa y resultar en boicots contra la propia aseguradora.
Capítulo 9. Tratando con la coerción, argumenta que el castigo en forma de venganza de ojo por ojo no hace nada para compensar a la víctima y, por lo tanto, se opone a la justicia. Argumenta que un agresor debe resarcir a la víctima por su pérdida y por todos los gastos ocasionados por la agresión, como el costo de detener al agresor. Además, establece que cuando un delincuente no pudo pagar la restitución por un delito en su vida, los gastos adicionales podrían ser pagados por la compañía de seguros.
Capítulo 10. Rectificación de la injusticia, señala que algunos delincuentes de naturaleza particularmente poco confiable podrían necesitar trabajar para saldar sus deudas en casas de trabajo. Para asegurarse contra la negativa a trabajar, los pagos de reparación se deducirían de cada pago antes de los costos de alojamiento y comida, y aquellos que se negaran a trabajar no comerían o tendrían solo una dieta mínima. Existiría una variedad de grados de confinamiento. El argumento de que los ricos comprarían el crimen es refutado por el argumento de que incluso un hombre rico podría morir en defensa propia si intentara un acto violento y que también arriesgaría su reputación.
Capítulo 11. Las agencias de defensa en guerra y el crimen organizado, afirma la falsedad de la suposición de que el gobierno es necesario para evitar el inicio de la fuerza al argumentar que el gobierno, como monopolio coercitivo, debe iniciar la fuerza para sobrevivir. Señala varios factores que harían que una agencia de defensa privada evitara la agresión. Se pondría en riesgo de represalias y haría que sus clientes temieran que, en caso de una pelea, volvería su fuerza agresiva contra ellos. Además, las aseguradoras considerarían que la empresa es un riesgo pobre. Sus empleados también serían responsables de los daños que causaran, lo que generaría problemas entre las empresas y sus empleados si ordenara ataques injustificados. También especula que es poco probable que una agencia al estilo de la mafia sobreviva, ya que no habría un mercado negro que la respalde. El capítulo argumenta que un tirano tendría más dificultades para llegar al poder bajo un sistema de agencias de defensa privadas en competencia que bajo un sistema gubernamental, porque los clientes oprimidos por su empresa podrían simplemente cambiarse a otra empresa y obtener protección del tirano.
Capítulo 12. Legislación y Ley Objetiva, argumenta que los hombres libres, actuando en un mercado libre, manejarían sus asuntos de acuerdo con la ley natural. Llama al derecho escrito un estorbo torpe, anacrónico e injusto. También argumenta que los jueces del gobierno no tienen señales de mercado para guiar sus decisiones, en contraste con los árbitros del libre mercado, que tienen ganancias y pérdidas como un mecanismo de corrección incorporado.
Capítulo 13. Agresión extranjera, señala que los gobiernos obtienen los recursos utilizados para la defensa del pueblo, y esos mismos recursos pueden ser utilizados por las agencias de defensa privada para proteger al pueblo de la agresión. Argumenta que los gobiernos agravan o amenazan a otros gobiernos hasta el punto de un conflicto armado y luego obligan a sus ciudadanos a protegerlos. Señala que la capacidad de los aseguradores de agresión para pagar las reclamaciones se vería mejorada por el daño limitado resultante del hecho de que los agresores extranjeros necesitarían usar la guerra convencional en guerras de conquista para evitar destruir la propiedad y los esclavos que buscan ganar. Señala que en una sociedad de laissez-faire, no habría gobierno que pudiera rendirse al enemigo; los defensores pelearían mientras percibieran que era lo mejor para ellos.
Capítulo 14. La abolición de la guerra, argumenta que el gobierno, no las empresas, es responsable de la formación del complejo militar-industrial. Señala que la carga de apoyar las guerras recae en gran medida sobre las empresas, ya que los impuestos se sacan del bolsillo del consumidor. Además, las empresas son los productores de una sociedad, y son los productores de una sociedad quienes pagan las cuentas. Los negocios también sufren por las guerras debido a la interrupción del comercio y la ruina y la pobreza que resultan. El gobierno, sin embargo, se beneficia de las guerras porque se queda con más poder, más dinero y más territorio. La guerra también ayuda a unir a la gente detrás del gobierno frente a un "enemigo común". Los autores concluyen que todo lo que se necesita para abolir la guerra es abolir el gobierno.

### Parte III: ¿Cómo llegamos allí?
Capítulo 15. Del gobierno al laissez faire, argumenta que, ante todo, la economía debe contar con medios de cambio para reemplazar el dólar. Establece que la posesión de la propiedad pública debe ser tomada por individuos que, simplemente marcando claramente sus derechos, se convierten en propietarios legítimos. Argumenta contra la disposición de la propiedad pública en subasta, ya que los burócratas encontrarían formas de desviar las ganancias a sus propios bolsillos, y el sistema estaría sesgado hacia los ricos, muchos de los cuales obtuvieron su riqueza a través de la influencia política. El proceso de subasta de la propiedad también prolongaría el poder de los políticos.
Capítulo 16. La fuerza que da forma al mundo, argumenta que es inmoral destruir la propiedad privada o la vida de un individuo que no ha agredido a uno. Argumenta que la revolución violenta no solo es destructiva, sino que en realidad fortalece al gobierno. También señala que los líderes de una revolución podrían convertirse en los próximos gobernantes. Debido al deseo de la gente de tener un líder que los saque del caos, el capítulo opina que una revolución violenta allanaría el camino para un nuevo Hitler. Este capítulo llama a la gente a compartir ideas relacionadas con la libertad, lo que eventualmente puede conducir a una falta de cooperación generalizada con el gobierno.